# 史提芬·歷斯
史提芬·歷斯(Stefan Lex)（1989年11月27日—），德國職業足球員，司職前鋒，現效力德甲球會因戈尔施塔特。